# ケール・オージ
ガース・ケール・オージ（Garth Cale Iorg , 1985年9月6日 - ）は、カナダ・オンタリオ州トロント出身の元プロ野球選手(遊撃手)。
父は、元MLB選手のガース・オージ。

## 経歴

### プロ入りとタイガース傘下時代
2007年にデトロイト・タイガースからMLBドラフト6巡目(全体211位)で指名され入団。
この年は、ルーキー級ガルフ・コーストリーグ・タイガースとA+級レイクランド・フライングタイガースでプレーした。オフに、ハワイ・ウィンターリーグのノース・ショア・ホヌに参加した。10月にハムストリングを負傷し日程を終えた。
2008年には、ベースボール・アメリカで選ばれている。
2011年は、傘下AAのエリー・シーウルブズで26試合に出場し、傘下AAAのトレド・マッドヘンズで88試合に出場した。
2012年は、傘下アドバンスAのレイクランド・フライングタイガースで7試合に出場した後、傘下AAAのトレド・マッドヘンズに昇格し47試合に出場した。
2013年1月17日に、第3回WBC本戦のカナダ代表が発表され、代表入りした。今大会では、3月9日のゲーム4のメキシコ戦で、WBC史上初の乱闘が起こった。この時、怒ったメキシコファンが投手コーチのデニス・ブーシェにペットボトルが投げつけられるハプニングがあり、それに対してオージは、ペットボトルを投げ返している。
大会終了後、スプリングトレーニングに合流したが終了時に、タイガースから解雇された。

### オリオールズ傘下時代
2013年4月9日に、ボルチモア・オリオールズとマイナー契約を結んだ。傘下AAのボウイ・ベイソックスへ異動した。
6月6日に、自身のツイッターで引退を表明した。

## 詳細情報

### 代表歴
- 2013 ワールド・ベースボール・クラシック・カナダ代表